# Distrito de Gorgona
El distrito de Gorgona fue un antiguo distrito del departamento de Panamá (luego provincia de Panamá). Tuvo como cabecera al pueblo de Gorgona, ubicada a las orillas del río Chagres y del ferrocarril de Panamá.
En 1905 se componía del pueblo de Gorgona, los corregimientos de Alto Obispo, Bajo Obispo, Matachín, Mamey, Bailamonos, San Pablo y Cruces.
Gorgona se convirtió en punto obligado del paso de personas y mercancías desde Panamá hasta Portobelo durante la época colonial, al igual que el antiguo pueblo de Cruces (cuyo distrito se fusionó con Gorgona a finales del siglo XIX). El pueblo de Gorgona fue una de las estaciones del ferrocarril y durante la estación seca se convertía en un sitio de veraneo para los habitantes de la capital. Se ubicaba a 31,5 km de la Ciudad de Panamá.
Otra localidad de importancia fue San Juan del Pequení, a orillas del río Pequení, afluente del Chagres. Era un caserío con buenos pastos y se criaba ganado. En San Juan pasaba el antiguo Camino Real que conectaba Panamá con Portobelo. También se ubicaba el antiguo pueblo de Cruces, pero durante la segunda mitad del siglo XIX, se convirtió en un pueblo fantasma.
Debido al Tratado Hay-Bunau Varilla con Estados Unidos el 18 de noviembre de 1903, se creó la nueva jurisdicción de la Zona del Canal de Panamá que estaría bajo tutela estadounidense, y gran parte del territorio de Gorgona quedó bajo él. Por la Ley 13 de 1907, los territorios sobrantes al oeste de la Zona del Canal fueron asimilados por el distrito de La Chorrera, mientras los que se ubicaban al este de la zona fueron asimilados por el distrito de Panamá.